# Kanton Mitry-Mory
Kanton Mitry-Mory is een kanton van het Franse departement Seine-et-Marne. Het kanton maakt deel uit van het arrondissement Meaux. Het heeft een oppervlakte van 174.58 km² en telt 61 876 inwoners in 2017, dat is een dichtheid van 354 inwoners/km².

## Gemeenten
Het kanton Mitry-Mory omvatte tot 2014 de volgende 13 gemeenten:
- Charmentray
- Charny
- Compans
- Fresnes-sur-Marne
- Gressy
- Iverny
- Messy
- Mitry-Mory (hoofdplaats)
- Nantouillet
- Le Plessis-aux-Bois
- Précy-sur-Marne
- Saint-Mesmes
- Villeroy

Door de herindeling van de kantons bij decreet van 18 februari 2014, met uitwerking in maart 2015, omvat het kanton sindsdien de volgende 19 gemeenten:
- Compans
- Dammartin-en-Goële
- Juilly
- Longperrier
- Marchémoret
- Mauregard
- Le Mesnil-Amelot
- Mitry-Mory
- Montgé-en-Goële
- Moussy-le-Neuf
- Moussy-le-Vieux
- Nantouillet
- Othis
- Rouvres
- Saint-Mard
- Saint-Pathus
- Thieux
- Villeneuve-sous-Dammartin
- Vinantes